# Didier Lockwood

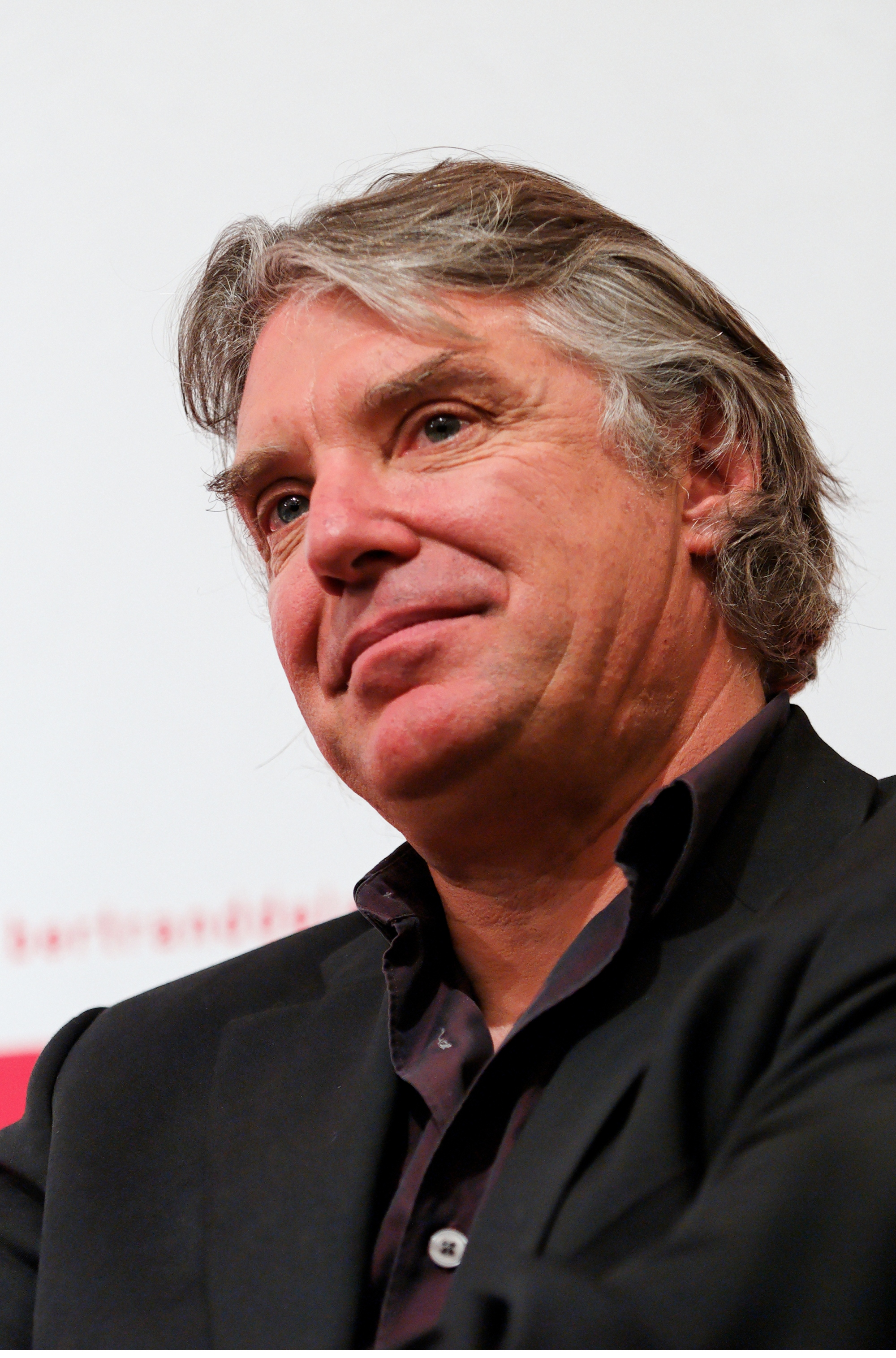
Didier Lockwood, 2008

Didier Lockwood (* 11. Februar 1956 in Calais; † 18. Februar 2018 in Paris) war ein französischer Jazzgeiger und Komponist. Stéphane Grappelli und Jean-Luc Ponty würdigten sein Können bereits 1979 symbolisch, als sie ihm die Geige überreichten, die Michel Warlop an Grappelli und dieser wiederum an Jean-Luc Ponty weitergegeben hatte – eine Art Iffland-Ring der Jazzgeiger.

## Biographie
Lockwood stammte aus einer musikalischen Familie; sein Bruder Francis ist Pianist. Sein Vater, Geigenprofessor am Konservatorium von Calais, vermittelte ihm schon früh seine Passion für die Violine. Nach einer zunächst klassischen Geigenausbildung auf dem Konservatorium in Calais, dann ab dem sechzehnten Lebensjahr an der École Normale de Musique de Paris entdeckte er die freie Improvisation für sich und trat mit 17 Jahren der Rockgruppe Magma bei, der er bis 1978 angehörte. Dann spielte er mit Christian Vander, Benoît Widemann und Jannick Top in der Band Fusion. Auf einigen Magma-Alben erscheint Lockwood unter seinem kobaïanischen Pseudonym Stöth Malawëlëkaahm.
Im Alter von 21 Jahren wurde er von Stéphane Grappelli entdeckt und orientierte sich zunehmend zum Jazz. Durch Konzerte beim Jazz Festival Montreux (1975 und 1978), in Castellet (1976), in Antibes und bei den Donaueschinger Musiktagen (1978), Auftritte mit der eigenen Rock-Gruppe Surya und mit Jazzmusikern wie Grappelli einem breiteren Publikum bekannt geworden, gelang ihm Ende der 1970er Jahre der internationale Durchbruch. Für die Rhythmusgruppe seines Debütalbums 1979 konnte er ein Staraufgebot verpflichten. Im gleichen Jahr gab er mit Wolfgang Dauner ein Gedenkkonzert für Zbigniew Seifert, dessen Spiel ihn stark beeinflusste. In den 1980er Jahren gastierte er weltweit auf wichtigen Festivals, darunter 1980 Jazz Yatra Bombay oder das Newport Jazz Festival. Mit Philip Catherine und Christian Escoudé spielte er 1983 ein Trio-Album ein, mit Martial Solal 1993 ein Duo-Album. Bereits 1985 ging er für einige Jahre nach New York City, ein zweites Mal 1994. Auch trat er mit der kanadischen Band Uzeb auf. Später nahm er mit Dave Holland, Peter Erskine, Dave Liebman, David Kikoski, Joey DeFrancesco und Steve Gadd auf.
Lockwood spielte auch gemeinsam mit bekannten Jazzmusikern wie Dave Brubeck, Billy Cobham, Thierry Eliez, Stéphane Grappelli, Miles Davis, Michel Petrucciani, Herbie Hancock, Mike Stern und anderen. 2003 veröffentlichte er das Doppelalbum Globe-Trotter, auf dem er seine stilistische Vielseitigkeit zeigte. Danach wandte sich Lockwood, der mit der lyrischen Sopranistin Caroline Casadesus und seit 2015 mit der Koloratursängerin Patricia Petibon verheiratet war, zudem der klassischen Musik zu.
Lockwood hat 35 Alben veröffentlicht und fast 4500 Konzerte gegeben. In den letzten Jahren war er verstärkt als Komponist tätig: Ein Violinkonzert Les Mouettes, eine Jazz-Oper Journal d’un Usager de l’Espace II, ein Klavierkonzert, ein weiteres Violinkonzert für Maxim Wengerow und die Oper Libertad entstanden.
Gemeinsam mit Serge Malik organisierte Lockwood von 2005 bis 2017 das Festival Jazz Musette aux Puces in Saint-Ouen-sur-Seine, auf dem  Musiker wie Biréli Lagrène, Thomas Dutronc, Sanseverino oder Véronique Sanson auftraten.
Lockwood starb an einem Herzinfarkt.

## Auszeichnungen und Preise (Auswahl)
- Prix SACEM
- Victoires de la Musique
- Blue Note Award
- Diapason d’or
- Ritter der französischen Ehrenlegion (2003)

## Diskografie
- 1978: Surya (D. Lockwood, Francis Lockwood, Jean Claude Agostini, Jean-My Truong, Luc Plouton, Sylvain Marc)
- 1979: New World (mit Gordon Beck, Niels-Henning Ørsted Pedersen, Tony Williams)
- 1980: Live in Montreux (D. Lockwood, Bob Malach, Jan Hammer, Bo Stief, Gerry Brown, Marc Perru)
- 1981: The String Summit – One World In Eight (Krzesimir Dębski, John Blake, Barre Phillips, Christian Escoudé, Bo Stief, Wolfgang Dauner, Ack van Rooyen, Abdul Wadud, Harry Pepl, Pierre Favre, Fredy Studer): MPS Records – 0068.275
- 1983: Trio (Philip Catherine, Christian Escoudé, D. Lockwood), JMS
- 1985: Out Of The Blues, erstes Album auf CD (D. Lockwood, Gordon Beck, Cecil McBee, Billy Hart)
- 1985: John Blake / Didier Lockwood / Michael Urbaniak – Rhythm & BLU (John Blake, D. Lockwood, Michał Urbaniak, Marcus Miller, Bernard Wright, Lenny White: Gramavision – 18-8608-1)
- 1993: Didier Lockwood Group (D. Lockwood, J.-M. Ecay, L. Verneray, L. Pontieux)
- 1995: New York Rendez-Vous (D. Lockwood, Dave Holland, Peter Erskine, Dave Liebman, Mike Stern)
- 1996: Storyboard (D. Lockwood, J. DeFrancesco, J. Genius, S. Gadd)
- 1999: Best of Didier Lockwood, (Compilation mit D. Holland, J.-M. Ecay, A. Ceccarelli, C. Mc Bee, T. Kennedy, M. Stern, P. Erskine, D. Liebman, Uzeb)
- 2001: Omkara
- 2003: Globe-Trotter (Doppelalbum, mit André Charlier, Benoît Sourisse, Stéphane Guillaume, zweite CD ohne Begleiter)

## Lexikalische Einträge
- Wolf Kampmann (Hrsg.), unter Mitarbeit von Ekkehard Jost: Reclams Jazzlexikon. Reclam, Stuttgart 2003, ISBN 3-15-010528-5.
- Martin Kunzler: Jazz-Lexikon. Band 1: A–L (= rororo-Sachbuch. Bd. 16512). 2. Auflage. Rowohlt, Reinbek bei Hamburg 2004, ISBN 3-499-16512-0; auch erschienen als Sonderband der Digitalen Bibliothek, Directmedia Publishing, Berlin 2005, ISBN 3-89853-018-3.